# Huddersfield Town Association Football Club 2020-2021
Questa voce raccoglie le informazioni riguardanti lo Huddersfield Town Association Football Club nelle competizioni ufficiali della stagione 2020-2021.

## Rosa
Rosa e numeri come da sito ufficiale.
| N. |                        | Ruolo | Calciatore       |
| -- | ---------------------- | ----- | ---------------- |
| 2  | Spagna (bandiera)      | D     | Pipa             |
| 3  | Inghilterra (bandiera) | D     | Harry Toffolo    |
| 4  | Inghilterra (bandiera) | D     | Tommy Elphick    |
| 5  | Spagna (bandiera)      | C     | Álex Vallejo     |
| 6  | Inghilterra (bandiera) | C     | Jonathan Hogg    |
| 7  | Paesi Bassi (bandiera) | C     | Juninho Bacuna   |
| 8  | Inghilterra (bandiera) | C     | Lewis O'Brien    |
| 9  | Stati Uniti (bandiera) | C     | Duane Holmes     |
| 10 | Inghilterra (bandiera) | C     | Alex Pritchard   |
| 12 | Inghilterra (bandiera) | D     | Richard Stearman |
| 14 | Paesi Bassi (bandiera) | C     | Carel Eiting     |
| 15 | Irlanda (bandiera)     | D     | Richard Keogh    |
| 16 | Inghilterra (bandiera) | A     | Rolando Aarons   |
| 17 | Inghilterra (bandiera) | D     | Demeaco Duhaney  |
| 18 | Belgio (bandiera)      | A     | Isaac Mbenza     |

| N. |                        | Ruolo | Calciatore                       |
| -- | ---------------------- | ----- | -------------------------------- |
| 19 | Inghilterra (bandiera) | A     | Josh Koroma                      |
| 20 | Galles (bandiera)      | A     | Sorba Thomas                     |
| 21 | Irlanda (bandiera)     | A     | Danny Grant                      |
| 22 | Inghilterra (bandiera) | A     | Fraizer Campbell                 |
| 23 | Inghilterra (bandiera) | D     | Mouhamadou-Naby Sarr             |
| 24 | Lussemburgo (bandiera) | A     | Danel Sinani                     |
| 25 | Inghilterra (bandiera) | A     | Danny Ward                       |
| 26 | Germania (bandiera)    | D     | Christopher Schindler (capitano) |
| 27 | Inghilterra (bandiera) | D     | Romoney Crichlow                 |
| 28 | Inghilterra (bandiera) | D     | Jaden Brown                      |
| 31 | Inghilterra (bandiera) | P     | Ryan Schofield                   |
| 34 | Inghilterra (bandiera) | C     | Matty Daly                       |
| 35 | Inghilterra (bandiera) | D     | Rarmani Edmonds-Green            |
| 44 | Portogallo (bandiera)  | P     | Joel Pereira                     |
| 55 | Francia (bandiera)     | A     | Yaya Sanogo                      |